# Crematogaster similis
Crematogaster similis är en myrart som beskrevs av Hermann Stitz 1911. Crematogaster similis ingår i släktet Crematogaster och familjen myror. Inga underarter finns listade i Catalogue of Life.